# Jake Picking
Jake Picking es un actor estadounidense nacido el 2 de marzo de 1991 en Erlangen, Alemania. Es muy conocido por haber interpretado el papel de Sean Collier en la película Patriots Day (2016). Actualmente encarna a Rock Hudson, en la serie Hollywood.

## Filmografía

### Películas
| Año  | Título                      | Personaje    | Notas |
| ---- | --------------------------- | ------------ | ----- |
| 2013 | The Way, Way Back           | Chad         |       |
| 2016 | Dirty Grandpa               | Cody         |       |
| 2016 | Goat (película)             | Dixon Rowley |       |
| 2016 | Día de patriotas            | Sean Collier |       |
| 2017 | Only the Brave              | Anthony Rose |       |
| 2018 | Blockers                    | Kyler        |       |
| 2018 | Sicario: Day of the Soldado | Shawn        |       |
| 2020 | Horse Girl                  | Brian        |       |
| 2022 | Top Gun: Maverick           | Harvard      |       |

### Programas de televisión
| Año  | Título       | Personaje     | Notas                    |
| ---- | ------------ | ------------- | ------------------------ |
| 2013 | Ironside     | Nate          | Piloto                   |
| 2014 | Salvación    | Noah Thompson | Película para televisión |
| 2014 | Chasing Life | Sean          | 2 episodios              |
| 2020 | Hollywood    | Rock Hudson   | 8 episodios              |